# Danaea oblanceolata
Danaea oblanceolata är en kärlväxtart som beskrevs av Stolze. Danaea oblanceolata ingår i släktet Danaea, och familjen Marattiaceae. Inga underarter finns listade i Catalogue of Life.